# Brezov ded
Brezov ded (znanstveno ime Leccinum scabrum) je gliva iz rodu dedov (Leccinum).

## Značilnosti
Brezov ded ima svetlo ali temno rjav klobuk, ki je sprva polkrožen, kasneje pa postaja vse bolj nizko izbočen in blazinast. Kožica je žametasta, suha in gladka in nikoli ne razpoka. Na spodnji strani klobuka, ki pri odraslih primerkih doseže premer med 5 in 10 cm, je sprva bela, kasneje pa siva trosovnica, sestavljena iz dolgih cevk z drobnimi luknjicami. Pri starih gobah postanejo temne. 
Bet gobe je visok od 8-15 cm in ima premer od 1-2 cm. Pri starih primerkih je močno hrapavo luskast s temnorjavimi ali črnimi luskami. Vedno je valjast, poln in trd, proti dnišču pa je polagoma nekoliko odebeljen. Star postane precej vitek in olesenel, tako da za uživanje ni primeren.
Meso je belkasto do sivkasto, v klobuku postane precej mehko in ima prijeten vonj in okus. V stiku z železovim sulfatom potemni in postane sivo modre barve.

## Razširjenost in življenjski prostor
Brezovega deda najdemo v listnatih gozdovih, predvsem pod brezami. Pojavljajo se od poletja do jeseni in so dokaj pogosta vrsta, ki raste v večjih skupinah.

## Mikroskopske značilnosti
Trosni odtis je tobačno rjave barve. Trosi so vretenaste oblike, gladki in merijo 14–20 x 4,5–6,5 μm.

## Podobne vrste
- gabrov dedek (Leccinellum pseudoscabrum) raste pod gabri in na prerezu potemni
- trepetlikov turek (Leccinum aurantiacum) raste pod trepetlikami in ima oranžen klobuk
- brezov turek (Leccinum versipelle) ima oranžno rjav klobuk in temnejše luske na betu
- beli ded (Leccinum holopus) je manjši in ima belkast do okrast klobuk
- zelenkasti ded (Leccinum cyaneobasileucum) trosovnica na dotik zeleni
- kostanjasti polstenovec (Imleria badia) ima rdečkasto rjav klobuk in na prerezu rahlo pomodri
- jesenski goban (Boletus edulis) ima na betu mrežico
- žolčasti grenivec (Tylopilus felleus) ima na betu mrežico in je zelo grenek

## Uporabnost
Užiten. Velja za dobro gobo, stari primerki pa so pogosto črvivi in so neuporabni.